# اوقريشن (آيت مجورت)
اوقريشن هو دُوَّار يقع بجماعة بني عبد الله، إقليم الحسيمة، جهة طنجة تطوان الحسيمة في المملكة المغربية. ينتمي الدوّار لمشيخة آيت مجورت التي تضم 5 دواوير. يقدر عدد سكانه بـ 707 نسمة حسب الإحصاء الرسمي للسكان والسكنى لسنة 2004.

## روابط خارجية
- البوابة الوطنية للجماعات الترابية
- المندوبية السامية للتخطيط